# Атанас
 Тази статия е за личното име.  За крепостта вижте Атанас (крепост).  
Атана̀с е българско мъжко име. Има гръцки произход и означава безсмъртен, от α („а“, 'не') и θάνατος („танатос“, 'смърт'). Не трябва да се бърка с другото име от гръцки произход Анастас.
Към края на 2009 година Атанас е тринадесетото по разпространеност мъжко име в България, носено от около 49 000 души (1,34% от мъжете). То е и двадесет и петото най-често използвано мъжко име за родените през 2007-2009 година (0,84%).
Атанас празнува имения си ден на Атанасовден, 18 януари. Диалектни форми на Атанас са Таско, Наско, Наце, Таце, Тане, Ташо, Ташка и други.